# Hypsiboas joaquini
Hypsiboas joaquini és una espècie de granota que viu al Brasil.